# یوریس یبس

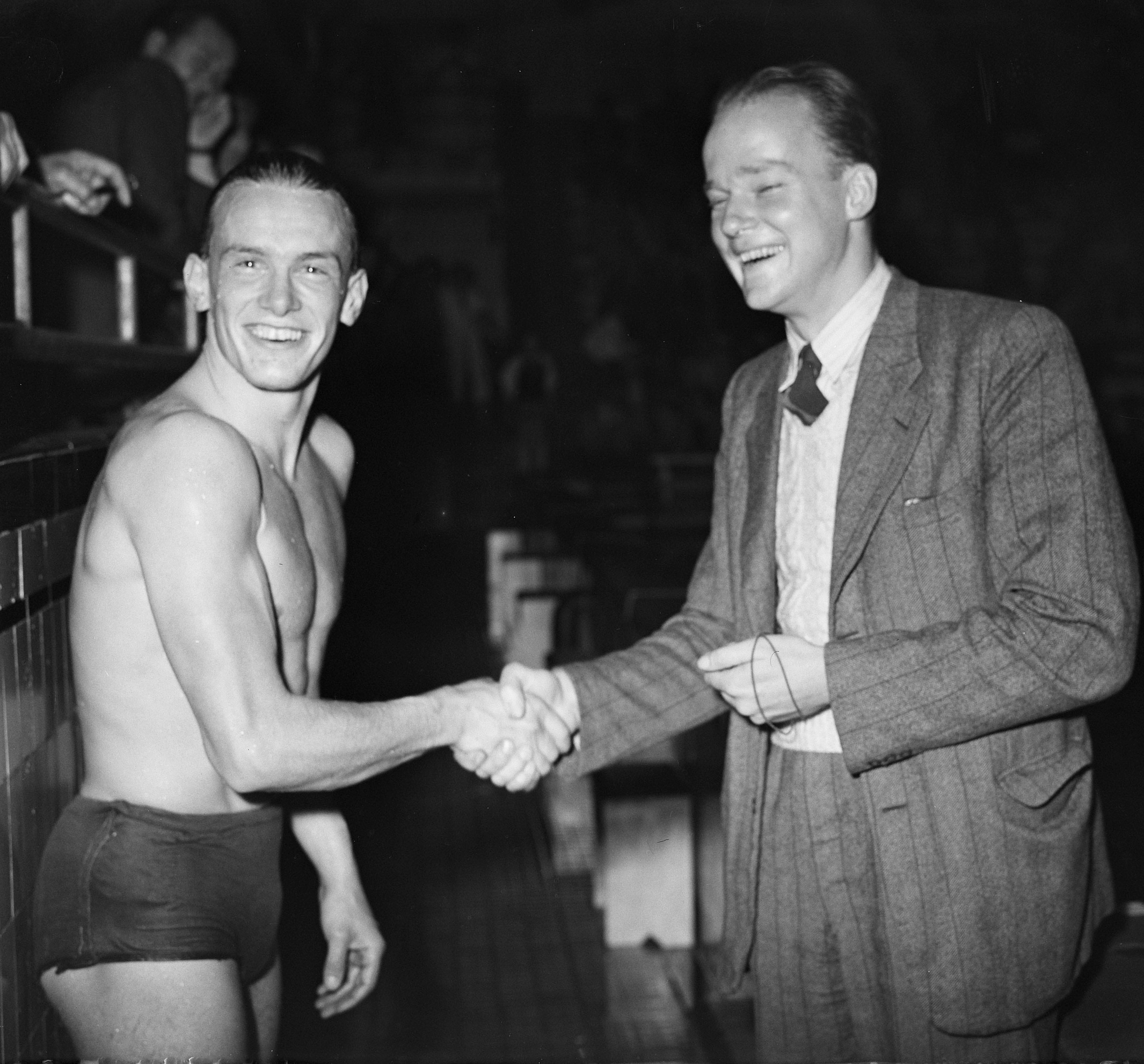
یوریس یبس شناگر هلندی

یوریس یبس (به انگلیسی: Joris Tjebbes) (زادهٔ ۵ نوامبر ۱۹۲۹) شناگر اهل هلند است.